# Імай-Утарово
Іма́й-Ута́рово (рос. Имай-Утарово, башк. Имай-Утар) — село у складі Дюртюлинського району Башкортостану, Росія. Входить до складу Московської сільської ради.
Населення — 325 осіб (2010; 348 у 2002).
Національний склад:
- башкири — 82 %